# Rocío Márquez
Rocío Márquez Limón (Huelva, 29 settembre 1985) è una cantante spagnola.

## Biografia
Rocío Márquez ha iniziato a seguire lezioni di flamenco alla Peña Flamenca di Huelva, la sua città natale, quando aveva nove anni. Nel 2008 ha fatto la sua prima grande apparizione pubblica al Festival del Cante de Las Minas.
Nel 2012 è uscito il suo album di debutto, Claridad, che ha raggiunto il 36º posto nella classifica spagnola. È stato seguito due anni dopo da un secondo disco, El niño, da un terzo, Firmamento, nel 2017, e da un quarto, Diálogos de nuevos y viejos sones, l'anno successivo. Nel 2019, con il suo quinto album Visto en el jueves, ha debuttato al 21º posto in classifica, ad oggi il suo piazzamento migliore.

## Discografia

### Album
- 2012 - Claridad
- 2014 - El niño
- 2017 - Firmamento
- 2018 - Diálogos de nuevos y viejos sones
- 2019 - Visto en el jueves

### Singoli
- 2018 - Romance de la plata (con Christina Rosenvinge)
- 2019 - Luz de luna